# Integración por fórmulas de reducción
En cálculo integral, integración por fórmulas de reducción es un método basado en relaciones de recurrencia. Se utiliza cuando una expresión que contiene un parámetro entero (típicamente en potencias de funciones elementales, productos de funciones trascendentes o polinomios de grado arbitrario) no puede ser integrada directamente. 

## Encontrar una fórmula de reducción
La fórmula de reducción puede ser obtenida utilizando los métodos de integración más comunes tales como integración por sustitución, integración por partes, integración por sustitución trigonométrica, integración por fracciones parciales, etc. La idea principal consiste en expresar un integral que contiene un parámetro entero de una función, representado por {\displaystyle I_{n}}, en términos de un integral que involucra un valor más pequeño del parámetro de la función, por ejemplo {\displaystyle I_{n-1}} o {\displaystyle I_{n-2}}. Esto hace que la fórmula de reducción sea un tipo de relación de recurrencia. En otras palabras, la fórmula de reducción expresa la integral 
{\displaystyle I_{n}=\int f(x,n)\,{\text{d}}x,}
en términos de 
{\displaystyle I_{k}=\int f(x,k)\,{\text{d}}x,}
donde 
{\displaystyle k<n.}

## Evaluar la integral
Para evaluar la integral, comenzamos por nombrar la integral como {\displaystyle I_{n}} y utilizamos la fórmula de reducción para expresarla en términos de {\displaystyle I_{n-1}} o {\displaystyle I_{n-2}}. El índice más pequeño de {\displaystyle I} puede ser usado para calcular índices más altos de {\displaystyle I}; el proceso se repite hasta que se alcanza un punto donde la función a ser integrada puede ser evaluada. Para terminar, “sustituimos hacia atrás” los resultados anteriores para poder evaluar {\displaystyle I_{n}}.

### Ejemplos
Abajo se muestran ejemplos del procedimiento.

#### Integral del coseno
Típicamente, integrales como
{\displaystyle \int \cos ^{n}(x)\,dx}
pueden ser evaluadas por una fórmula de reducción. 
Empezamos por nombrar:
{\displaystyle I_{n}=\int \cos ^{n}(x)\,dx.}
la reescribimos como
{\displaystyle I_{n}=\int \cos ^{n-1}(x)\cos(x)\,dx}
integrando por la sustitución:
{\displaystyle \cos x\,dx=d(\operatorname {sen} x)}
{\displaystyle I_{n}=\int \cos ^{n-1}(x)\,d(\operatorname {sen} x)}
integrando por partes:
{\displaystyle {\begin{aligned}\int \cos ^{n}(x)\,dx&=\cos ^{n-1}(x)\operatorname {sen} x-\int \operatorname {sen} x\,d(\cos ^{n-1}(x))\\&=\cos ^{n-1}(x)\operatorname {sen} x+(n-1)\int \operatorname {sen} x\cos ^{n-2}(x)\operatorname {sen} x\,dx\\&=\cos ^{n-1}(x)\operatorname {sen} x+(n-1)\int \cos ^{n-2}(x)\operatorname {sen} ^{2}(x)\,dx\\&=\cos ^{n-1}(x)\operatorname {sen} x+(n-1)\int \cos ^{n-2}(x)(1-\cos ^{2}(x))\,dx\\&=\cos ^{n-1}(x)\operatorname {sen} x+(n-1)\int \cos ^{n-2}(x)\,dx-(n-1)\int \cos ^{n}(x)\,dx\\&=\cos ^{n-1}(x)\operatorname {sen} x+(n-1)I_{n-2}-(n-1)I_{n},\end{aligned}}\,}
resolviendo para {\displaystyle I_{n}}
{\displaystyle {\begin{aligned}&I_{n}+(n-1)I_{n}=\cos ^{n-1}(x)\operatorname {sen} x+(n-1)I_{n-2}\\&nI_{n}\ =\cos ^{n-1}(x)\operatorname {sen} x\ +(n-1)I_{n-2}\\&I_{n}\ ={\frac {1}{n}}\cos ^{n-1}(x)\operatorname {sen} x\ +{\frac {n-1}{n}}I_{n-2}\end{aligned}}}
por lo que la fórmula de reducción es:
{\displaystyle \int \cos ^{n}(x)\,dx={\frac {\cos ^{n-1}(x)\operatorname {sen}(x)}{n}}+{\frac {n-1}{n}}\int \cos ^{n-2}(x)\,dx}
Por ejemplo, podemos utilizar la fórmula anterior para evaluar la integral para {\displaystyle n=5};
{\displaystyle I_{5}=\int \cos ^{5}(x)\,dx}
Calculando los índices
{\displaystyle n=5,\quad I_{5}={\tfrac {1}{5}}\cos ^{4}x\operatorname {sen} x+{\tfrac {4}{5}}I_{3},\,}
{\displaystyle n=3,\quad I_{3}={\tfrac {1}{3}}\cos ^{2}x\operatorname {sen} x+{\tfrac {2}{3}}I_{1},\,}
sustituyendo “hacia atrás”:
{\displaystyle \because I_{1}\ =\int \cos x\,{\text{d}}x=\operatorname {sen} x+C_{1},\,}
{\displaystyle \therefore I_{3}\ ={\tfrac {1}{3}}\cos ^{2}x\operatorname {sen} x+{\tfrac {2}{3}}\operatorname {sen} x+C_{2},\quad C_{2}\ ={\tfrac {2}{3}}C_{1},\,}
por lo tanto
{\displaystyle I_{5}=\int \cos ^{5}(x)\;dx={\frac {1}{5}}\cos ^{4}(x)\operatorname {sen} x+{\frac {4}{5}}\left[{\frac {1}{3}}\cos ^{2}(x)\operatorname {sen} x+{\frac {2}{3}}\operatorname {sen} x\right]+C,\,}
donde {\displaystyle C\in \mathbb {R} } es la constante de integración.

#### Integral exponencial
Otro ejemplo típico es:
{\displaystyle \int x^{n}e^{ax}\;dx}
Iniciamos por nombrar:
{\displaystyle I_{n}=\int x^{n}e^{ax}\,dx}
integrando por sustitución:
{\displaystyle x^{n}\,dx={\frac {d(x^{n+1})}{n+1}},\,\!}
{\displaystyle I_{n}={\frac {1}{n+1}}\int e^{ax}\,d(x^{n+1})}
Ahora integrando por partes:
{\displaystyle {\begin{aligned}\int e^{ax}\,d(x^{n+1})&=x^{n+1}e^{ax}-\int x^{n+1}\,d(e^{ax})\\&=x^{n+1}e^{ax}-a\int x^{n+1}e^{ax}\,dx\end{aligned}}}
{\displaystyle (n+1)I_{n}=x^{n+1}e^{ax}-aI_{n+1},\!}
recorriendo los índices (esto es {\displaystyle n+1\to n} y {\displaystyle n\to n-1}):
{\displaystyle nI_{n-1}=x^{n}e^{ax}-aI_{n},\!}
resolviendo para {\displaystyle I_{n}}:
{\displaystyle I_{n}={\frac {1}{a}}\left(x^{n}e^{ax}-nI_{n-1}\right),\,\!}
por lo que la fórmula de reducción es:
{\displaystyle \int x^{n}e^{ax}\,dx={\frac {1}{a}}\left(x^{n}e^{ax}-n\int x^{n-1}e^{ax}\,dx\right).}
Otra manera en que se pudo obtener la fórmula anterior pudo haber sido sustituyendo en un principio {\displaystyle e^{ax}}.
Integración por sustitución:
{\displaystyle e^{ax}\,dx={\frac {d(e^{ax})}{a}}}
{\displaystyle I_{n}={\frac {1}{a}}\int x^{n}\,d(e^{ax})}
Ahora integrando por partes:
{\displaystyle {\begin{aligned}\int x^{n}\,d(e^{ax})&=x^{n}e^{ax}-\int e^{ax}\,d(x^{n})\\&=x^{n}e^{ax}-n\int e^{ax}x^{n-1}\,dx,\end{aligned}}}
que da la fórmula de reducción cuando “sustituye hacia atrás”:
{\displaystyle I_{n}={\frac {1}{a}}\left(x^{n}e^{ax}-nI_{n-1}\right),\,\!}
que es equivalente a:
{\displaystyle \int x^{n}e^{ax}\,dx={\frac {1}{a}}\left(x^{n}e^{ax}-n\int x^{n-1}e^{ax}\,dx\right)}

## Tablas de fórmulas de reducción integral

### Funciones racionales
Las siguientes integrales contienen:
- Factores del radical lineal {\displaystyle {\sqrt {ax+b}}}
- Factores lineales {\displaystyle {px+q}\,\!} y el radical lineal {\displaystyle {\sqrt {ax+b}}}
- Factores cuadráticos {\displaystyle x^{2}+a^{2}}
- Factores cuadráticos {\displaystyle x^{2}-a^{2}\,\!}, para {\displaystyle x>a}
- Factores cuadráticos {\displaystyle a^{2}-x^{2}\,\!}, para {\displaystyle x<a}
- (Irreductible) factores cuadráticos {\displaystyle ax^{2}+bx+c}
- Radicales de factores cuadráticos irreductibles {\displaystyle {\sqrt {ax^{2}+bx+c}}}

| Integral                                                                       | Fórmula de reducción |
| ------------------------------------------------------------------------------ | --- |
| {\displaystyle I_{n}=\int {\frac {x^{n}}{\sqrt {ax+b}}}\,{\text{d}}x\,\!}      | {\displaystyle I_{n}={\frac {2x^{n}{\sqrt {ax+b}}}{a(2n+1)}}-{\frac {2nb}{a(2n+1)}}I_{n-1}\,\!} |
| {\displaystyle I_{n}=\int {\frac {{\text{d}}x}{x^{n}{\sqrt {ax+b}}}}\,\!}      | {\displaystyle I_{n}=-{\frac {\sqrt {ax+b}}{(n-1)bx^{n-1}}}-{\frac {a(2n-3)}{2b(n-1)}}I_{n-1}\,\!} |
| {\displaystyle I_{n}=\int x^{n}{\sqrt {ax+b}}\,{\text{d}}x\,\!}                | {\displaystyle I_{n}={\frac {2x^{n}{\sqrt {(ax+b)^{3}}}}{a(2n+3)}}-{\frac {2nb}{a(2n+3)}}I_{n-1}\,\!} |
| {\displaystyle I_{m,n}=\int {\frac {{\text{d}}x}{(ax+b)^{m}(px+q)^{n}}}\,\!}   | {\displaystyle I_{m,n}={\begin{cases}-{\frac {1}{(n-1)(bp-aq)}}\left[{\frac {1}{(ax+b)^{m-1}(px+q)^{n-1}}}+a(m+n-2)I_{m,n-1}\right]\\{\frac {1}{(m-1)(bp-aq)}}\left[{\frac {1}{(ax+b)^{m-1}(px+q)^{n-1}}}+p(m+n-2)I_{m-1,n}\right]\end{cases}}\,\!}                                                                             |
| {\displaystyle I_{m,n}=\int {\frac {(ax+b)^{m}}{(px+q)^{n}}}\,{\text{d}}x\,\!} | {\displaystyle I_{m,n}={\begin{cases}-{\frac {1}{(n-1)(bp-aq)}}\left[{\frac {(ax+b)^{m+1}}{(px+q)^{n-1}}}+a(n-m-2)I_{m,n-1}\right]\\-{\frac {1}{(n-m-1)p}}\left[{\frac {(ax+b)^{m}}{(px+q)^{n-1}}}+m(bp-aq)I_{m-1,n}\right]\\-{\frac {1}{(n-1)p}}\left[{\frac {(ax+b)^{m}}{(px+q)^{n-1}}}-amI_{m-1,n-1}\right]\end{cases}}\,\!} |

| Integral                                                                       | Fórmula de reducción |
| ------------------------------------------------------------------------------ | --- |
| {\displaystyle I_{n}=\int {\frac {(px+q)^{n}}{\sqrt {ax+b}}}\,{\text{d}}x\,\!} | {\displaystyle \int (px+q)^{n}{\sqrt {ax+b}}\,{\text{d}}x={\frac {2(px+q)^{n+1}{\sqrt {ax+b}}}{p(2n+3)}}+{\frac {bp-aq}{p(2n+3)}}I_{n}\,\!} {\displaystyle I_{n}={\frac {2(px+q)^{n}{\sqrt {ax+b}}}{a(2n+1)}}+{\frac {2n(aq-bp)}{a(2n+1)}}I_{n-1}\,\!}             |
| {\displaystyle I_{n}=\int {\frac {{\text{d}}x}{(px+q)^{n}{\sqrt {ax+b}}}}\,\!} | {\displaystyle \int {\frac {\sqrt {ax+b}}{(px+q)^{n}}}\,{\text{d}}x=-{\frac {\sqrt {ax+b}}{p(n-1)(px+q)^{n-1}}}+{\frac {a}{2p(n-1)}}I_{n}\,\!} {\displaystyle I_{n}=-{\frac {\sqrt {ax+b}}{(n-1)(aq-bp)(px+q)^{n-1}}}+{\frac {a(2n-3)}{2(n-1)(aq-bp)}}I_{n-1}\,\!} |

| Integral                                                                         | Fórmula de reducción                                                                                     |
| -------------------------------------------------------------------------------- | --- |
| {\displaystyle I_{n}=\int {\frac {{\text{d}}x}{(x^{2}+a^{2})^{n}}}\,\!}          | {\displaystyle I_{n}={\frac {x}{2a^{2}(n-1)(x^{2}+a^{2})^{n-1}}}+{\frac {2n-3}{2a^{2}(n-1)}}I_{n-1}\,\!} |
| {\displaystyle I_{n,m}=\int {\frac {{\text{d}}x}{x^{m}(x^{2}+a^{2})^{n}}}\,\!}   | {\displaystyle a^{2}I_{n,m}=I_{m,n-1}-I_{m-2,n}\,\!}                                                     |
| {\displaystyle I_{n,m}=\int {\frac {x^{m}}{(x^{2}+a^{2})^{n}}}\,{\text{d}}x\,\!} | {\displaystyle I_{n,m}=I_{m-2,n-1}-a^{2}I_{m-2,n}\,\!}                                                   |

| Integral                                                                         | Fórmula de reducción                                                                                      |
| -------------------------------------------------------------------------------- | --- |
| {\displaystyle I_{n}=\int {\frac {{\text{d}}x}{(x^{2}-a^{2})^{n}}}\,\!}          | {\displaystyle I_{n}=-{\frac {x}{2a^{2}(n-1)(x^{2}-a^{2})^{n-1}}}-{\frac {2n-3}{2a^{2}(n-1)}}I_{n-1}\,\!} |
| {\displaystyle I_{n,m}=\int {\frac {{\text{d}}x}{x^{m}(x^{2}-a^{2})^{n}}}\,\!}   | {\displaystyle {a^{2}}I_{n,m}=I_{m-2,n}-I_{m,n-1}\,\!}                                                    |
| {\displaystyle I_{n,m}=\int {\frac {x^{m}}{(x^{2}-a^{2})^{n}}}\,{\text{d}}x\,\!} | {\displaystyle I_{n,m}=I_{m-2,n-1}+a^{2}I_{m-2,n}\,\!}                                                    |

| Integral                                                                         | Fórmula de reducción                                                                                     |
| -------------------------------------------------------------------------------- | --- |
| {\displaystyle I_{n}=\int {\frac {{\text{d}}x}{(a^{2}-x^{2})^{n}}}\,\!}          | {\displaystyle I_{n}={\frac {x}{2a^{2}(n-1)(a^{2}-x^{2})^{n-1}}}+{\frac {2n-3}{2a^{2}(n-1)}}I_{n-1}\,\!} |
| {\displaystyle I_{n,m}=\int {\frac {{\text{d}}x}{x^{m}(a^{2}-x^{2})^{n}}}\,\!}   | {\displaystyle {a^{2}}I_{n,m}=I_{m,n-1}+I_{m-2,n}\,\!}                                                   |
| {\displaystyle I_{n,m}=\int {\frac {x^{m}}{(a^{2}-x^{2})^{n}}}\,{\text{d}}x\,\!} | {\displaystyle I_{n,m}=a^{2}I_{m-2,n}-I_{m-2,n-1}\,\!}                                                   |

| Integral                                                                         | Fórmula de reducción |
| -------------------------------------------------------------------------------- | --- |
| {\displaystyle I_{n}=\int {\frac {{\text{d}}x}{{x^{n}}(ax^{2}+bx+c)}}\,\!}       | {\displaystyle -cI_{n}={\frac {1}{x^{n-1}(n-1)}}+bI_{n-1}+aI_{n-2}\,\!}                                                                                |
| {\displaystyle I_{m,n}=\int {\frac {x^{m}\,{\text{d}}x}{(ax^{2}+bx+c)^{n}}}\,\!} | {\displaystyle I_{m,n}=-{\frac {x^{m-1}}{a(2n-m-1)(ax^{2}+bx+c)^{n-1}}}-{\frac {b(n-m)}{a(2n-m-1)}}I_{m-1,n}+{\frac {c(m-1)}{a(2n-m-1)}}I_{m-2,n}\,\!} |
| {\displaystyle I_{m,n}=\int {\frac {{\text{d}}x}{x^{m}(ax^{2}+bx+c)^{n}}}\,\!}   | {\displaystyle -c(m-1)I_{m,n}={\frac {1}{x^{m-1}(ax^{2}+bx+c)^{n-1}}}+{a(m+2n-3)}I_{m-2,n}+{b(m+n-2)}I_{m-1,n}\,\!}                                    |

| Integral                                                                   | Fórmula de reducción |
| -------------------------------------------------------------------------- | --- |
| {\displaystyle I_{n}=\int (ax^{2}+bx+c)^{n}\,{\text{d}}x\,\!}              | {\displaystyle 8a(n+1)I_{n+{\frac {1}{2}}}=2(2ax+b)(ax^{2}+bx+c)^{n+{\frac {1}{2}}}+(2n+1)(4ac-b^{2})I_{n-{\frac {1}{2}}}\,\!}               |
| {\displaystyle I_{n}=\int {\frac {1}{(ax^{2}+bx+c)^{n}}}\,{\text{d}}x\,\!} | {\displaystyle (2n-1)(4ac-b^{2})I_{n+{\frac {1}{2}}}={\frac {2(2ax+b)}{(ax^{2}+bx+c)^{n-{\frac {1}{2}}}}}+{8a(n-1)}I_{n-{\frac {1}{2}}}\,\!} |

Nótese que por los leyes de los exponentes:
{\displaystyle I_{n+{\frac {1}{2}}}=I_{\frac {2n+1}{2}}=\int {\frac {1}{(ax^{2}+bx+c)^{\frac {2n+1}{2}}}}\,{\text{d}}x=\int {\frac {1}{\sqrt {(ax^{2}+bx+c)^{2n+1}}}}\,{\text{d}}x\,\!}

### Funciones trascendentes
Las siguientes integrales contienen:
- Factores de seno
- Factores de coseno
- Factores de productos o cocientes de seno y coseno
- Cocientes/productos de factores exponenciales y potencias de x
- Productos de exponenciales y factores de seno/coseno

| Integral | Fórmula de reducción |
| --- | --- |
| {\displaystyle I_{n}=\int x^{n}\operatorname {sen} {ax}\,{\text{d}}x\,\!}                                                                                    | {\displaystyle a^{2}I_{n}=-ax^{n}\cos {ax}+nx^{n-1}\operatorname {sen} {ax}-n(n-1)I_{n-2}\,\!} |
| {\displaystyle J_{n}=\int x^{n}\cos {ax}\,{\text{d}}x\,\!}                                                                                                   | {\displaystyle a^{2}J_{n}=ax^{n}\operatorname {sen} {ax}+nx^{n-1}\cos {ax}-n(n-1)J_{n-2}\,\!} |
| {\displaystyle I_{n}=\int {\frac {\operatorname {sen} {ax}}{x^{n}}}\,{\text{d}}x\,\!} {\displaystyle J_{n}=\int {\frac {\cos {ax}}{x^{n}}}\,{\text{d}}x\,\!} | {\displaystyle I_{n}=-{\frac {\operatorname {sen} {ax}}{(n-1)x^{n-1}}}+{\frac {a}{n-1}}J_{n-1}\,\!} {\displaystyle J_{n}=-{\frac {\cos {ax}}{(n-1)x^{n-1}}}-{\frac {a}{n-1}}I_{n-1}\,\!} El formulae puede ser combinado para obtener ecuaciones separadas en: {\displaystyle J_{n-1}=-{\frac {\cos {ax}}{(n-2)x^{n-2}}}-{\frac {a}{n-2}}I_{n-2}\,\!} {\displaystyle I_{n}=-{\frac {\operatorname {sen} {ax}}{(n-1)x^{n-1}}}-{\frac {a}{n-1}}\left[{\frac {\cos {ax}}{(n-2)x^{n-2}}}+{\frac {a}{n-2}}I_{n-2}\right]\,\!} {\displaystyle \therefore I_{n}=-{\frac {\operatorname {sen} {ax}}{(n-1)x^{n-1}}}-{\frac {a}{(n-1)(n-2)}}\left({\frac {\cos {ax}}{x^{n-2}}}+aI_{n-2}\right)\,\!} Y Jn: {\displaystyle I_{n-1}=-{\frac {\operatorname {sen} {ax}}{(n-2)x^{n-2}}}+{\frac {a}{n-2}}J_{n-2}\,\!} {\displaystyle J_{n}=-{\frac {\cos {ax}}{(n-1)x^{n-1}}}-{\frac {a}{n-1}}\left[-{\frac {\operatorname {sen} {ax}}{(n-2)x^{n-2}}}+{\frac {a}{n-2}}J_{n-2}\right]\,\!} {\displaystyle \therefore J_{n}=-{\frac {\cos {ax}}{(n-1)x^{n-1}}}-{\frac {a}{(n-1)(n-2)}}\left(-{\frac {\operatorname {sen} {ax}}{x^{n-2}}}+aJ_{n-2}\right)\,\!} |
| {\displaystyle I_{n}=\int \operatorname {sen} ^{n}{ax}\,{\text{d}}x\,\!}                                                                                     | {\displaystyle anI_{n}=-\operatorname {sen} ^{n-1}{ax}\cos {ax}+a(n-1)I_{n-2}\,\!} |
| {\displaystyle J_{n}=\int \cos ^{n}{ax}\,{\text{d}}x\,\!} | {\displaystyle anJ_{n}=\operatorname {sen} {ax}\cos ^{n-1}{ax}+a(n-1)J_{n-2}\,\!} |
| {\displaystyle I_{n}=\int {\frac {{\text{d}}x}{\operatorname {sen} ^{n}{ax}}}\,\!}                                                                           | {\displaystyle (n-1)I_{n}=-{\frac {\cos {ax}}{a\operatorname {sen} ^{n-1}{ax}}}+(n-2)I_{n-2}\,\!} |
| {\displaystyle J_{n}=\int {\frac {{\text{d}}x}{\cos ^{n}{ax}}}\,\!}                                                                                          | {\displaystyle (n-1)J_{n}={\frac {\operatorname {sen} {ax}}{a\cos ^{n-1}{ax}}}+(n-2)J_{n-2}\,\!} |

| Integral                                                                                            | Fórmula de reducción |
| --------------------------------------------------------------------------------------------------- | --- |
| {\displaystyle I_{m,n}=\int \operatorname {sen} ^{m}{ax}\cos ^{n}{ax}\,{\text{d}}x\,\!}             | {\displaystyle I_{m,n}={\begin{cases}-{\frac {\operatorname {sen} ^{m-1}{ax}\cos ^{n+1}{ax}}{a(m+n)}}+{\frac {m-1}{m+n}}I_{m-2,n}\\{\frac {\operatorname {sen} ^{m+1}{ax}\cos ^{n-1}{ax}}{a(m+n)}}+{\frac {n-1}{m+n}}I_{m,n-2}\\\end{cases}}\,\!}                                                                                                   |
| {\displaystyle I_{m,n}=\int {\frac {{\text{d}}x}{\sin ^{m}{ax}\cos ^{n}{ax}}}\,\!}                  | {\displaystyle I_{m,n}={\begin{cases}{\frac {1}{a(n-1)\operatorname {sen} ^{m-1}{ax}\cos ^{n-1}{ax}}}+{\frac {m+n-2}{n-1}}I_{m,n-2}\\-{\frac {1}{a(m-1)\operatorname {sen} ^{m-1}{ax}\cos ^{n-1}{ax}}}+{\frac {m+n-2}{m-1}}I_{m-2,n}\\\end{cases}}\,\!}                                                                                             |
| {\displaystyle I_{m,n}=\int {\frac {\operatorname {sen} ^{m}{ax}}{\cos ^{n}{ax}}}\,{\text{d}}x\,\!} | {\displaystyle I_{m,n}={\begin{cases}{\frac {\operatorname {sen} ^{m-1}{ax}}{a(n-1)\cos ^{n-1}{ax}}}-{\frac {m-1}{n-1}}I_{m-2,n-2}\\{\frac {\operatorname {sen} ^{m+1}{ax}}{a(n-1)\cos ^{n-1}{ax}}}-{\frac {m-n+2}{n-1}}I_{m,n-2}\\-{\frac {\operatorname {sen} ^{m-1}{ax}}{a(m-n)\cos ^{n-1}{ax}}}+{\frac {m-1}{m-n}}I_{m-2,n}\\\end{cases}}\,\!}  |
| {\displaystyle I_{m,n}=\int {\frac {\cos ^{m}{ax}}{\operatorname {sen} ^{n}{ax}}}\,{\text{d}}x\,\!} | {\displaystyle I_{m,n}={\begin{cases}-{\frac {\cos ^{m-1}{ax}}{a(n-1)\operatorname {sen} ^{n-1}{ax}}}-{\frac {m-1}{n-1}}I_{m-2,n-2}\\-{\frac {\cos ^{m+1}{ax}}{a(n-1)\operatorname {sen} ^{n-1}{ax}}}-{\frac {m-n+2}{n-1}}I_{m,n-2}\\{\frac {\cos ^{m-1}{ax}}{a(m-n)\operatorname {sen} ^{n-1}{ax}}}+{\frac {m-1}{m-n}}I_{m-2,n}\\\end{cases}}\,\!} |

| Integral | Fórmula de reducción |
| --- | --- |
| {\displaystyle I_{n}=\int x^{n}e^{ax}\,{\text{d}}x\,\!} {\displaystyle n>0\,\!}                              | {\displaystyle I_{n}={\frac {x^{n}e^{ax}}{a}}-{\frac {n}{a}}I_{n-1}\,\!} |
| {\displaystyle I_{n}=\int x^{-n}e^{ax}\,{\text{d}}x\,\!} {\displaystyle n>0\,\!} {\displaystyle n\neq 1\,\!} | {\displaystyle I_{n}={\frac {-e^{ax}}{(n-1)x^{n-1}}}+{\frac {a}{n-1}}I_{n-1}\,\!}                                                                                                   |
| {\displaystyle I_{n}=\int e^{ax}\operatorname {sen} ^{n}{bx}\,{\text{d}}x\,\!}                               | {\displaystyle I_{n}={\frac {e^{ax}\operatorname {sen} ^{n-1}{bx}}{a^{2}+(bn)^{2}}}\left(a\operatorname {sen} bx-bn\cos bx\right)+{\frac {n(n-1)b^{2}}{a^{2}+(bn)^{2}}}I_{n-2}\,\!} |
| {\displaystyle I_{n}=\int e^{ax}\cos ^{n}{bx}\,{\text{d}}x\,\!}                                              | {\displaystyle I_{n}={\frac {e^{ax}\cos ^{n-1}{bx}}{a^{2}+(bn)^{2}}}\left(a\cos bx+bn\operatorname {sen} bx\right)+{\frac {n(n-1)b^{2}}{a^{2}+(bn)^{2}}}I_{n-2}\,\!}                |